# Электрический сом
Электрический сом (лат. Malapterurus electricus) — вид придонных лучепёрых рыб из семейства электрических сомов (Malapteruridae), обитающий в тропических и субтропических водоёмах Африки. Электрического сома причисляют к сильноэлектрическим рыбам.

## Описание

### Внешние характеристики
Это довольно крупная рыба: максимальная длина тела 1,22 м. Максимальная масса тела 20—23 кг. Тело вытянутое. На голове расположены 6 усиков, одна пара на верхней челюсти и две пары на нижней. Глаза маленькие, светящиеся в темноте. Окраска довольно пёстрая: тёмно-коричневая спина, буроватые бока и желтоватое брюхо. По телу разбросаны многочисленные тёмные пятна, грудные и брюшные плавники розовые, хвостовой плавник с тёмным основанием и широкой красной или оранжево-красной оторочкой. Спинной плавник у электрического сома отсутствует. Имеется довольно крупный жировой плавник. Грудные плавники не имеют колючек. В анальном плавнике 9—11 мягких лучей. Хвостовой плавник закруглённый.

### Электрический орган
Главная особенность электрического сома — электрические органы, расположенные по всей поверхности тела, непосредственно под кожей. Они составляют 1/4 массы сома. Сом средних размеров (50 см) способен вырабатывать напряжение, достигающее 350 В; крупные особи — до 450 В при силе тока 0,1—0,5 А. Это даёт основание относить электрического сома к сильноэлектрическим рыбам.
Соединительные ткани образуют перегородки, разделяющие электрический орган на несколько столбиков, составленных из большого количества мышечных, нервных и железистых клеток дискообразной формы, называемых электроцитами или электрическими пластинками, мембраны которых являются электрическими генераторами. У электрического сома насчитывается около 2 млн электроцитов. Их связь с нервной системой осуществляется через ответвления одной большой нервной клетки в спинном мозге. В столбиках электроциты расположены таким образом, что на лицевой стороне одного электроцита находится обратная сторона другого. Противоположные стороны электроцита электрически полярны, за счёт чего связь электроцитов представляет собой последовательное электрическое соединение. Таким образом, достигается значительное увеличение общего напряжения разряда.

## Ареал
Электрического сома можно найти в мутной воде в прибрежных районах водоёмов и рек тропической и субтропической Африки; предпочитает водоёмы с медленным течением.

## Образ жизни и питание
Электрический сом — малоподвижная хищная рыба. Питается преимущественно рыбой. Охотится ночью: максимальная степень активности наблюдается через 4—5 часов после заката. Во время ночной охоты он активно ощупывает усиками находящиеся вблизи предметы, генерируя при этом мощные разряды: он может производить более 100 разрядов в секунду. Когда запасы электроэнергии у него истощаются, он «отдыхает». Электрические органы служат сому не только для ориентации в пространстве: поражающей силы электрических разрядов достаточно для того, чтобы парализовать или даже убить малых и средних по размерам рыб, которыми электрический сом и питается. Электрическое поле вокруг сома приводит также к электролизу воды, в результате которого происходит обогащение воды кислородом, что приманивает рыб и лягушек, облегчая тем самым электрическому сому поиски жертв. Электрический сом является территориальной рыбой, агрессивно обороняющейся от любого рода вторжений.

## Размножение
Половой диморфизм у электрических сомов не выражен. Условия размножения изучены плохо. Перед нерестом самцы и самки выкапывают ямы на глубине от 1 до 3 метров. Размер самого гнезда не превышает 3 метров в длину. Ни одному исследователю не довелось быть наблюдателем нереста электрического сома. Многочисленные попытки совмещения в аквариуме самца и самки оказывались неудачными, поскольку уже через неделю в живых оставалась только одна особь. Все попадающие в неволю электрические сомы отловлены в дикой природе.

## Охранный статус
Согласно CITES и IUCN, существование электрического сома не подвергается угрозе. Плотность расселения рыбы достаточно высока. В некоторых областях сомы могут располагаться на расстоянии 10 м друг от друга, а в озере Танганьика — даже на расстоянии 2—3 м. Такой высокий показатель объясняется тем, что электрический сом способен защититься практически от любого хищника. Некоторую опасность для сома представляет только человек и африканские тигровые рыбы.

## Электрический сом и человек

### Применение человеком
Некоторые свойства электрического сома — в первую очередь, электрические — находят своё применение в различных сферах жизни.

#### Народная медицина
Жители Египта и экваториальной Африки с давних пор используют электрические свойства сома в народной медицине. Существуют указания, что местные жители используют эту рыбу как своеобразный физиотерапевтический метод для лечения ревматизма. Прикладывать электрическую рыбу к телу больного рекомендовал и знаменитый древнеримский врач Гален. Некоторые исследователи сообщают, что туземцы Африки издавна используют электрического сома для общего укрепления организма своих детей: заставляют детей прикасаться к нему; помещают их в бочку с водой с рыбой; дают пить в больших количествах воду, в которой находилась рыба. Имеются сведения, что в лечебных целях используются не только электрические свойства: туземцы Африки и арабы вырезают электрический орган сома, сжигают его на угольях и этим дымом окуривают больных.

#### Нанесение физического вреда
Имеются сведения, что сильноэлектрические рыбы (включая и электрического сома) под видом лечения применялись для нанесения вреда человеку, например, для наказания не́мощных рабов. Если раб чувствовал немощность, болезнь и не мог более работать, то в целях «исцеления» его помещали в бочку с водой с сильноэлектрической рыбой, что, по всей вероятности, давало больному дополнительную мотивацию к выздоровлению и возвращению в рабочий коллектив. Впрочем, злой умысел рабовладельцев стоит под сомнением, поскольку подобное лечение практиковалось на всех, включая детей (см. выше).

#### Употребление в пищу
Мясо электрического сома употребляют в пищу. Существует мнение, что оно не обладает высокими вкусовыми качествами. Так или иначе, копчёный электрический сом является популярным среди африканского населения деликатесом. Известно, что электрического сома употребляли в пищу в Древнем Египте.

#### Содержание в аквариуме
Электрических сомов содержат в аквариуме из эстетических соображений, а также в целях их изучения. Совмещать при этом в одном аквариуме электрического сома с другими рыбами представляется проблематичным, поскольку последние подвергаются постоянной опасности получить электрический удар. Некоторые любители-аквариумисты утверждают, что с течением времени электрический сом может сделаться «ручным»: так, например, если до рыбы попытается дотронуться посторонний, то она немедленно ударит его током; если же до рыбы касается человек, к которому она «привыкла», то удара не последует.

#### Использование в научных исследованиях
- Электрические органы сома были использованы в научных исследованиях нейронного метаболизма, аксонального транспорта и секреции медиатора, так как являлись наиболее подходящими для этой задачи за счёт своей способности к иннервации посредством лишь одного большого нейрона[25][26].
- Электрический сом, обитающий в реке Огба (Нигерия), наряду с Chrysichthys nigrodigitatus был использован в исследовании загрязнённости этой реки тяжёлыми металлами. Причина выбора именно этих рыб заключалась в их многочисленности и распространённости в качестве пищи для местного населения[27].

### Опасность для человека
Для человека электрический сом может представлять некоторую опасность. Известны случаи электрического шока, когда человек наступал босой ногой на сома. Ещё Альфред Брем указывал, что сила заряда зависит от состояния рыбы и что в отдельных случаях сома можно взять совершенно безнаказанно. Наибольшую опасность электрический сом представляет для рыбаков. Пехуэль-Леше сообщает:

Рыбаку она доставляет большие затруднения, так как он ловит её без удилища и не любит отпускать леску, потому что при этом он может потерять столь ценный для него крючок. Линдер в своей фактории убедился, что, видимо, даже заснувшая крупная рыба этого вида силой своего удара может свалить на землю неосторожного рыбака, и наблюдал, как один неопытный европеец был проучен рыбой минут через десять как раз таким образом.
 В Древнем Египте электрический сом был известен даже как «тот, кто спас многих». Поводом для такого титула, по-видимому, послужил тот факт, что неопытные египетские рыбаки, получив электрический удар от мокрой сети, выпускали её из рук и лишались своего улова. Опытные же рыбаки, увидев среди улова электрического сома, целенаправленно вытряхивали всех пойманных рыб обратно в море, опасаясь получить электрический удар.

## Сом в Египте
- В Древнем Египте электрического сома изображали на стенах храмов более 4000 лет до нашей эры[29] (по другим данным, более 5000 лет до нашей эры[7]).[30]
- В Египте сома называют «рааш», что созвучно арабскому слову «раад» (гром). Возможно, это указывает на то, что жители Нильской долины знали об электрической природе молнии задолго до Франклина. Впрочем, специалисты указывают на разную этимологию слов и, тем самым, на неправомерность обозначенного вывода.[31]

## Электрический сом в культуре
- Упоминание об электрическом соме можно встретить в композиции Spanish Castles in Space британской эмбиент-группы The Orb: «Во время ночной охоты электрический сом излучает биоэлектрические разряды».
- В научно-популярном фильме «Дикий мир будущего» представлена рыба lurkfish, являющаяся предположительным потомком электрического сома.
- Электрический сом изображён на некоторых почтовых марках Заира, Кот-д’Ивуара, Уганды, Гамбии, Мали и Нигерии.[32][33][34]
- Соренсен утверждал (1894), что электрический сом способен издавать шипение, подобное шипению кошки. Однако это утверждение до сих пор не подкреплено соответствующими доказательствами.[7]